# Аццано-д’Асти
Аццано-д’Асти (итал. Azzano d'Asti) — коммуна в Италии, располагается в регионе Пьемонт, в провинции Асти.
Население составляет 402 человека (2008 г.), плотность населения составляет 63 чел./км². Занимает площадь 6 км². Почтовый индекс — 14030. Телефонный код — 0141.
Покровителем коммуны почитается святой апостол Иаков Старший, празднование 25 июля.

## Демография
Динамика населения:

## Администрация коммуны
- Официальный сайт: http://www.comune.azzanodasti.at.it